# Kevin Cowan
Kevin Cowan Logan (Santiago de Chile, 11 de agosto de 1970) es un economista e investigador chileno. Fue Director Ejecutivo por Chile y Ecuador en el Banco Interamericano de Desarrollo (BID), hasta agosto de 2017. Entre diciembre de 2017 y octubre de 2023 se desempeñó como Comisionado de la Comisión para el Mercado Financiero (CMF) de Chile. En la actualidad es profesor de la Escuela de Negocios de la Universidad Adolfo Ibáñez.

## Biografía
Nació en Santiago de Chile, el 11 de agosto de 1970. Está casado con Consuelo Hurtado, con la que tiene dos hijos.

## Formación
Estudió en el colegio The Grange School de la comuna de La Reina terminando la enseñanza secundaria en UWC Atlantic College en el Reino Unido. Curso Ingeniería Comercial en la Universidad Católica de Chile y realizó un PhD en Economía en Massachusetts Institute of Technology (MIT).

## Carrera profesional
El Gobierno de Chile lo nombró en julio de 2014 Director Ejecutivo alterno por Chile y Perú y en julio de 2017 Director Ejecutivo por Chile y Ecuador del Banco Interamericano de Desarrollo (BID). Al momento de su nominación, se desempeñaba como Asesor Económico para la Región Andina del BID.
Fue gerente de División Política Financiera del Banco Central de Chile entre diciembre del 2007 y julio de 2014. Anteriormente, se desempeñó como coordinador de investigación en la División de Política Financiera del Banco Central (2006-2007).
También trabajó en el Departamento de Estudios del Banco Interamericano de Desarrollo (BID) entre el 2002 y 2005. Fue Asesor del Ministerio de Hacienda en 1995 a 1998).
Ha sido consultor de organismos internacionales como el Banco Mundial, y la Organización de Naciones Unidas.
En materia académica es profesor de finanzas y regulación en la Universidad Adolfo Ibáñez. Anteriormente ha sido profesor de macroeconomía en el Departamento de Ingeniería Industrial de la Universidad de Chile, donde además dictó un curso de Finanzas y Desarrollo Económico. 

## Obras
Es uno de los economistas chilenos más citados entre sus pares de América Latina por sus trabajos de investigación, ocupando actualmente el lugar 54° en la región. Cuenta con una serie de publicaciones académicas con economistas como Ricardo Caballero, José De Gregorio, Luis Oscar Herrera, Rodrigo Valdés, Claudio Raddatz, Pablo García, Sebastián Edwards, entre otros. Ha contribuido con capítulos de varios libros de macroeconomía internacional y mercados financieros y ha coeditado dos libros. 
Fue coeditor de la Revista de Economía Chilena y editor asociado de la revista de la Asociación Latinoamericana de Economía (LACEA).